# Vadakara
Vadakara là một thành phố và khu đô thị của quận Kozhikode thuộc bang Kerala, Ấn Độ.

## Nhân khẩu
Theo điều tra dân số năm 2001 của Ấn Độ, Vadakara có dân số 75.740 người. Phái nam chiếm 48% tổng số dân và phái nữ chiếm 52%. Vadakara có tỷ lệ 83% biết đọc biết viết, cao hơn tỷ lệ trung bình toàn quốc là 59,5%: tỷ lệ cho phái nam là 85%, và tỷ lệ cho phái nữ là 80%. Tại Vadakara, 11% dân số nhỏ hơn 6 tuổi.